# خانه اردوبادی

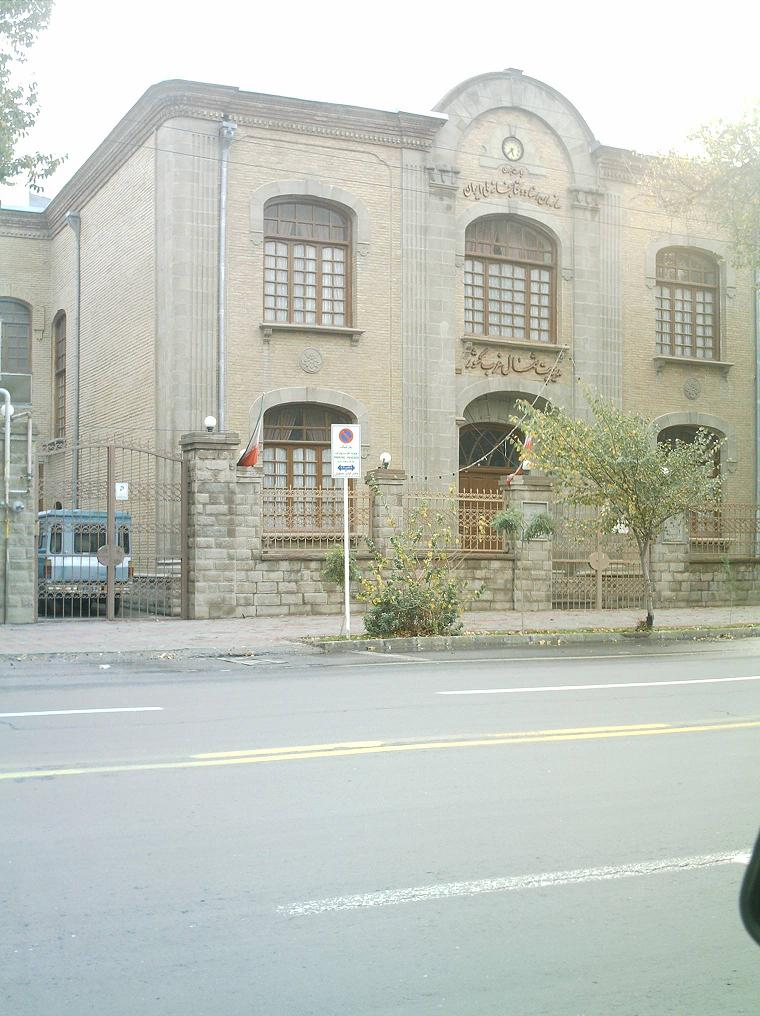

خانه اردوبادی مربوط به دوره پهلوی اول است و در تبریز، خیابان ارتش جنوبی، پلاک ۸۴ واقع شده و این اثر در تاریخ ۲۶ آبان ۱۳۷۸ با شمارهٔ ثبت ۲۴۹۹ به‌عنوان یکی از آثار ملی ایران به ثبت رسیده است.
این بنا در سال‌های جنگ جهانی دوم و در زمان اشغال تبریز به دست روس‌ها، کنسولگری عراق بوده‌است. قدمت خانه اردوبادی به اوایل حکومت پهلوی بازمی‌گردد. خانه اردوبادی یک هزار و ۶۰۰ مترمربع وسعت دارد و اعیانی آن در ۳ طبقه بنا شده‌است.
این بنا هم‌اکنون به عنوان مرکز اسناد ملی شمال غرب مورد استفاده قرار می‌گیرد.